# کریستین پیارو
کریستین پیارو (انگلیسی: Cristian Piarrou؛ زادهٔ ۱۹ مهٔ ۱۹۸۸) بازیکن فوتبال اهل آرژانتین است.
از باشگاه‌هایی که در آن بازی کرده‌است می‌توان به باشگاه فوتبال جیمناسیا لاپلاتا اشاره کرد.